# Grote pitta
De grote pitta (Pitta maxima) is een vogelsoort uit de familie van pitta's (Pittidae). 

## Verspreiding en leefgebied
De grote pitta is endemisch op de eilanden van de Noord-Molukken zoals Halmahera en telt twee ondersoorten:
- P. m. maxima: de noordelijke Molukken.
- P. m. morotaiensis: Morotai.

## Status
De grootte van de populatie is niet gekwantificeerd, maar er is geen aanleiding te veronderstellen dat de soort bedreigd wordt in zijn voortbestaan, daarom staat de grote pitta als niet bedreigd op de Rode Lijst van de IUCN.